# Tania Lizardo
Tania Lizardo (León, Guanajuato, 10 de octubre de 1988) es una actriz juvenil mexicana que hizo su debut en 2009 en la serie Mujeres Asesinas, en el capítulo "María, pescadera".

## Biografía
Hizo una aparición como actriz en Ni contigo ni sin ti, donde compartió créditos con Eduardo Santamarina, Laura Carmine y Beatriz Moreno.
En 2011 participó en la telenovela La que no podía amar interpretó a María Paz "Maripaz". Compartió créditos con Ana Brenda Contreras y Jorge Salinas.
En 2012 participó en la telenovela Un refugio para el amor junto a Zuria Vega y Gabriel Soto. 
Participa en dos episodios de Como dice el dicho. En el mismo año hace su primera película titulada Viaje de generación.
Luego participa en la serie Nueva vida. Actualmente trabaja en Por siempre mi amor, junto a Susana González y Guy Ecker.
En 2015, interpreta a "Blanquita" en la telenovela Lo imperdonable, junto a Ana Brenda Contreras e Iván Sánchez.
En 2016, interpreta a "Magdalena" en la telenovela Simplemente Maria, junto a Claudia Álvarez, José Ron y Ferdinando Valencia.
En 2020 participó en la telenovela Rubí dándole vida a Cristina Pérez Ochoa junto a Camila Sodi y José Ron
También participa en la telenovela de Nicandro Díaz La mexicana y el güero le dan el papel de antagonista dándole vida a Zulema Gutiérrez junto a Itatí Cantoral y Juan Soler

## Telenovelas
- Contigo sí (2021-2022) - Luz Guerrero de Lopez
- La mexicana y el gúero (2020-2021) - Zulema Gutiérrez[4]
- Rubí (2020) - Cristina Pérez Ochoa
- El vuelo de la Victoria (2017) - Usumacinta "Cinta"
- La doble vida de Estela Carrillo (2017) - Ernestina "Nina" Tinoco
- Simplemente María (2015-2016) - Magdalena Flores Ríos
- Lo imperdonable (2015) - Blanca "Blanquita" Arroyo Álvarez
- Por siempre mi amor (2013-2014) - Marianela
- Un refugio para el amor (2012) - Melissa San Emeterio Fuentes-Gil[5]
- La que no podía amar (2011-2012) - María Paz "Maripaz" Hernández
- Ni contigo ni sin ti (2011) - Lucía Gómez

## Cine
- Viaje de generación (2012)

## Series
- Pacto de sangre (2023) - Julieta[6]
- Renta congelada (2020) - Rosa Isela
- Esta historia me suena (2019-2020) - Varios roles
- Nosotros los guapos (2019) - Marcia
- La rosa de Guadalupe (2008-2014)
- Difícil Decisión  (2011) - Claudia
- En Medio De La Lluvia (2014) - Yolita
- Nueva vida (2013)
- Como dice el dicho (2011-2012)
- Mujeres asesinas (2009) - "María, pescadera"

## Premios y nominaciones
| Año  | Categoría                 | Telenovela              | Resultado |
| ---- | ------------------------- | ----------------------- | --------- |
| 2013 | Mejor revelación femenina | Un refugio para el amor | Nominada  |